# 大庄镇 (保定市)
大庄镇，是中华人民共和国河北省保定市清苑区下辖的一个乡镇级行政单位。

## 行政区划
大庄镇下辖以下地区：
草桥村、史庄村、庞庄村、东王庄村、小庄村、大庄村、石屯村、段庄村、杨桥村、孙庄村、张良庄村、徐庄村、东孟庄村、黎沟村、蒲洼村、杨庄村和解庄村。